# The D-Boy Diary: Book 2
 The D-Boy Diary: Book 2 è il ventiseiesimo album del rapper statunitense E-40. Pubblicato il 18 novembre del 2016 assieme a The D-Boy Diary: Book 1 sotto l'etichetta Heavy On The Grind Entertainment, è il primo album di E-40 a non entrare nella Billboard 200 a distanza di ventitré anni dopo Federal.

## Tracce
1. Bring Back the Sideshow (featuring Mistah F.A.B. and Nef the Pharaoh) – 3:32 (musica: Fre$h On the Beat)
2. Money (featuring Mozzy and Jay Rock) – 4:00 (musica: Rick Rock)
3. This Goin' Up (featuring Husalah and Turf Talk) – 3:32 (musica: Chris "B-Man" Alcorn)
4. On One (featuring A.D.) – 3:02 (musica: DecadeZ)
5. Get Money or Get Lost – 2:37 (musica: Rick Rock)
6. Highway (featuring B-Legit and Tresolid) – 4:16 (musica: Ted DiGTL)
7. Sick Out Here (featuring Droop-E) – 3:23 (musica: Droop-E)
8. Thank U (featuring Willy Will) – 4:08 (musica: Willy Will)
9. Military Time (featuring Salsalino and Baby Treeze) – 4:03 (musica: Baby Treeze)
10. Uh Huh (featuring YV) – 4:14 (musica: DecadeZ)
11. 2 Seater (featuring Kid Ink) – 3:29 (musica: Nard & B, XL Eagle)
12. What Is It Gone Be (featuring D-Day and Tamoya Bell) – 3:46 (musica: Zest (A Just Plain Ghetto Production))
13. How Do U Like That – 3:28 (musica: DecadeZ)
14. I Know a Guy – 3:55 (musica: June Onna Beat)
15. All I Know (featuring K Camp and Casey Veggies) – 3:28 (musica: Brandon "Brvndon P" Peavy)
16. Waitin' On a Play (featuring Nicamari) – 2:57 (musica: Scorp Dezel)
17. Tycoon – 3:50 (musica: Nonstop Da Hitman)
18. Broke Bitches (featuring Joe Moses and Jay 305) – 3:29 (musica: Disko Boogie)
19. Flash On These Bitches (featuring Lil B) – 3:44 (musica: Lil B)
20. Too Many – 4:17 (musica: Dave Beats)
21. Paid Off (featuring Stressmatic) – 3:52 (musica: ReeceBeats)

Durata totale: 77:02

## Classifiche

### Classifiche settimanali
| Classifica (2016)         | Posizione massima |
| ------------------------- | ----------------- |
| US Top R&B/Hip-Hop Albums | 14                |